# 埃克隆群島
73°16′S 71°50′W / 73.267°S 71.833°W
埃克隆群島（英語：Eklund Islands），是南極洲的群島，位於帕爾默地的喬治六世海峽西南端，1940年12月美國研究隊發現該群島的最大島嶼，現時由南極條約體系管理。